# Talassia
Talassia là một chi ốc biển rất nhỏ, là động vật thân mềm chân bụng sống ở biển trong họ Vanikoridae.

## Các loài
Các loài thuộc chi Talassia bao gồm:
- Talassia coriacea
- Talassia dagueneti
- Talassia tenuisculpta
- Talassia sandersoni